# آنتا استانکیویچ
آنتا استانکیویچ (زاده ۱۰ فوریه ۱۹۹۵) ورزشکار رشته تیراندازی تفنگ اهل کشور لهستان است. او در رشته تفنگ بادی ۱۰ متر زنان در بازی‌های المپیک تابستانی ۲۰۲۰ شرکت کرد. و موفق شد به همراه توماس بارتنیک مدال نقره بازی‌های المپیک تابستانی ۲۰۲۰ را در رشته تفنگ بادی ۱۰ متر میکس تیمی کسب کند.